# Арідаґава
Арідаґава (яп. 有田川町, ありだがわちょう, арідаґава тьо ) — містечко в Японії, у західній частині префектури Вакаяма.